# ヘンダーソン郡 (テキサス州)
ヘンダーソン郡（ヘンダーソンぐん、英: Henderson County）は、アメリカ合衆国テキサス州の中央部北東に位置する郡である。2010年国勢調査での人口は78,532人であり、2000年の73,277人から7.2%増加した。郡庁所在地はアセンズ市（人口12,710人）であり、同郡で人口最大の都市でもある。郡名はテキサス共和国の初代検事総長、かつ国務長官を務めたジェイムズ・ピンクニー・ヘンダーソンに因んで名付けられた。

## 歴史
ヘンダーソン郡はテキサス州がアメリカ合衆国に編入された翌年の1846年に設立された。1850年に当初の領域が減らされ、現在のものが確定した。この編成替えで新しい郡庁所在地を決める必要性が生じた。住民投票が行われ、アセンズの町が「オークの木の下の郡庁舎」の場所として選ばれた。
1939年から1941年、1947年から1949年にヘンダーソン郡選出テキサス州議会議員を務めたジェイムズ・C・スペンサーが、1949年から1950年代までヘンダーソン郡判事を務めた。ヘンダーソンは第二次世界大戦中にフィリピンで起きたバターン死の行進の生き残りだった。

## 地理
アメリカ合衆国国勢調査局に拠れば、郡域全面積は949平方マイル (2,458 km2)であり、このうち陸地874平方マイル (2,264 km2)、水域は75平方マイル (194 km2)で水域率は7.88%である。

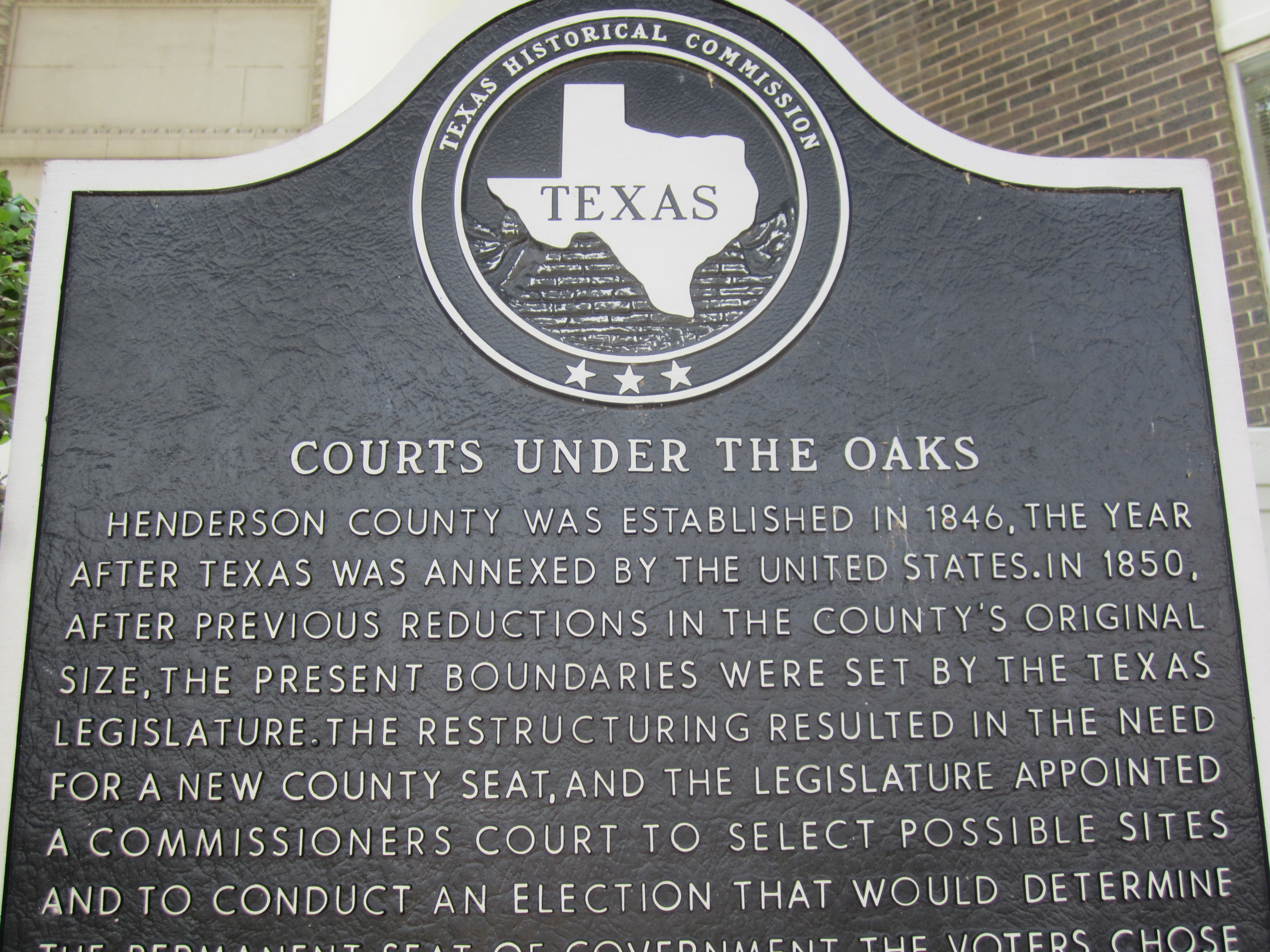
アセンズ市にある「オークの木の下の郡庁舎」銘板

### 主要高規格道路
- アメリカ国道175号線
- テキサス州道19号線
- テキサス州道31号線
- テキサス州道155号線
- テキサス州道198号線
- テキサス州道274号線
- テキサス州道334号線

### 隣接する郡
- カウフマン郡 - 北
- バンザント郡 - 北
- スミス郡 - 東
- チェロキー郡 - 南東
- アンダーソン郡 - 南
- フリーストーン郡 - 南西
- ナバロ郡 - 西
- エリス郡 - 北西

## 人口動態

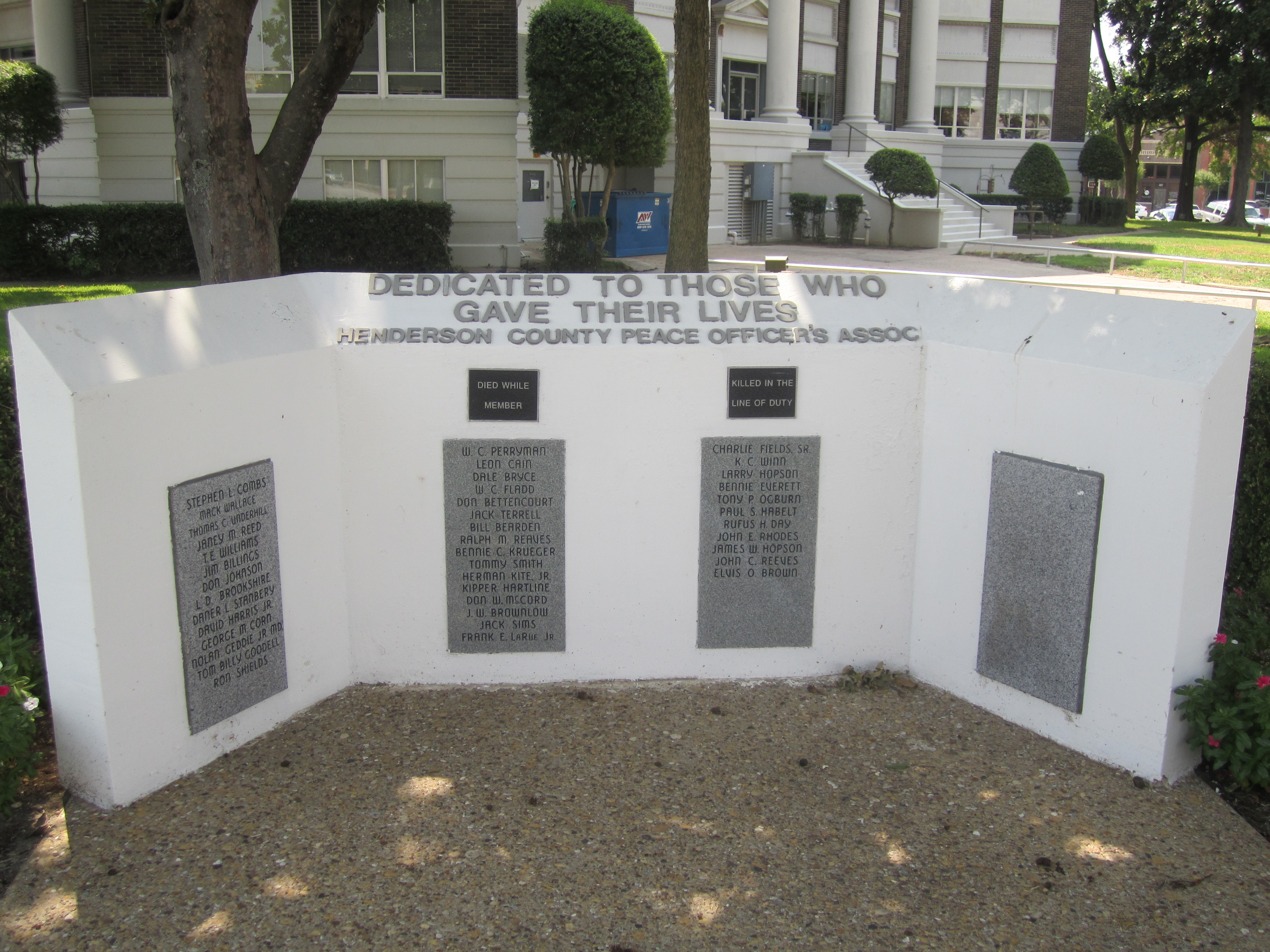
ヘンダーソン郡平和士官協会記念碑

以下は2000年の国勢調査による人口統計データである。
| 基礎データ - 人口: 73,277人 - 世帯数: 28,804 世帯 - 家族数: 20,969 家族 - 人口密度: 32人/km2（84人/mi2） - 住居数: 35,935軒 - 住居密度: 16軒/km2（41軒/mi2） 人種別人口構成 - 白人: 88.50% - アフリカン・アメリカン: 6.61% - ネイティブ・アメリカン: 0.54% - アジア人: 0.30% - 太平洋諸島系: 0.03% - その他の人種: 2.72% - 混血: 1.30% - ヒスパニック・ラテン系: 6.92% 年齢別人口構成 - 18歳未満: 24.4% - 18-24歳: 7.6% - 25-44歳: 25.0% - 45-64歳: 24.8% - 65歳以上: 18.2% - 年齢の中央値: 40歳 - 性比（女性100人あたり男性の人口） - 総人口: 96.2 - 18歳以上: 91.9 | 世帯と家族（対世帯数） - 18歳未満の子供がいる: 29.0% - 結婚・同居している夫婦: 58.7% - 未婚・離婚・死別女性が世帯主: 10.4% - 非家族世帯: 27.2% - 単身世帯: 23.7% - 65歳以上の老人1人暮らし: 11.8% - 平均構成人数 - 世帯: 2.50人 - 家族: 2.94人 収入と家計 - 収入の中央値 - 世帯: 32,533米ドル - 家族: 38,255米ドル - 性別 - 男性: 31,847米ドル - 女性: 21,650米ドル - 人口1人あたり収入: 17,772米ドル - 貧困線以下 - 対人口: 15.1% - 対家族数: 11.7% - 18歳未満: 18.6% - 65歳以上: 11.8% |

## メディア
ヘンダーソン郡はダラス・フォートワースメディア市場に属している。地元ではテレビ局10局から放送が流されており、近くのタイラー、ロングビュー、ジャクソンビルのメディア市場からも視聴できるものがある。

## 犯罪
「ヒューストン・プレス」のポール・ナイトが2009年の記事で、1965年に解放された人工湖のシーダークリーク湖の開発を非難している人がいると述べた。この湖周辺の開発で、郡内と東テキサス地域に犯罪者と気晴らしのための麻薬使用者が入ってきたということである。引退したパイロットでヘンダーソン郡住民のキャロル・ダイソンは「ヒューストン・プレス」のインタビューに答えて、この湖は大都市圏からの「ホワイト・フライト」（白人の脱出者）を惹き付けたと語った。さらにダイソンは、ダラスやヒューストンの裕福な人々がここに移動してくると、彼等に泥棒が惹き付けられる。泥棒がその方向に結びつけられる。ヘンダーソン郡では、昔家に鍵を掛ける必要がなかった。」とも付け加えた。ヘンダーソン郡保安官のレイ・ナットは同じ記事で、湖が最初に公開されたとき、地区割りがなく、「多くの高齢者が移動住宅を購入してここに入ってきた。それは良いことだった。その後彼等は亡くなり、家族が家を売却するか放置した。」と語り、湖周辺の地域には「多くの善良な人々」が居り、また「多くの犯罪者が流入する傾向にある」とも語った。

## 都市と町
| - アンティオック - アセンズ - 郡庁所在地 - バクスター - ベリービル - ブラウンズボロ - ケイニーシティ - チャンドラー - コフィーシティ - クロスローズ、未編入の町 - エンチャンティドオークス | - ユーステイス - ガンバレルシティ - ラルー、未編入の町 - リーグビル - ログキャビン - マバンク、大半はカウフマン郡内 - マラコフ - マンキン、未編入の町 - ミッドウェイ - ムーアステーション | - マーチソン - ニューヨーク - オペリカ - ペインスプリングス - ポイナー - セブンポインツ - スターハーバー - ツール - トリニダード |